# Cirrhorheuma androconiata
Cirrhorheuma androconiata là một loài bướm đêm trong họ Geometridae.